# Далахай (Закаменський район)
Далахай (рос. Далахай) — улус Закаменського району, Бурятії Росії. Входить до складу Сільського поселення Бургуйське.
Населення — 367 осіб (2015 рік).